# Прикаспийский газопровод
«Прикаспийский газопровод» — нереализованный проект газопровода по территории Туркменистана, Казахстана и России, предназначавшегося для транспортировки природного газа с месторождений Каспийского моря и других территорий Туркменистана и Казахстана в Российскую Федерацию.
Общая протяженность газопровода планировалась около 1700 км, из которых — около 500 км по территории Туркменистана, остальное — по Казахстану. Предполагалось транспортировать до 30 млрд м³ в год из Туркменистана и до 10 млрд м³ в год из — Казахстана.
12 мая 2007 в туркменском городе Туркменбаши президенты Российской Федерации Владимир Путин, Казахстана Нурсултан Назарбаев и Туркменистана Гурбангулы Бердымухамедов подписали совместную декларацию о строительстве Прикаспийского трубопровода.
20 декабря 2007 в Москве в присутствии президентов Российской Федерации и Республики Казахстан было подписано трехстороннее межправительственное соглашение о сотрудничестве в строительстве Прикаспийского газопровода.
25 июля 2008 в ходе визита председателя правления ОАО Газпром Алексея Миллера в Туркменистан было подписано соглашение об участии «Газпрома» в инвестиционных проектах в газовой сфере на территории Туркменистана.
Начиная с 2012 года, данный газопровод больше не упоминается в официальных документах ОАО Газпром.